# Desa Padabeunghar (administrativ by i Indonesien, lat -7,02, long 106,78)
Desa Padabeunghar är en administrativ by i Indonesien.   Den ligger i provinsen Jawa Barat, i den västra delen av landet, 90 km söder om huvudstaden Jakarta.